# Agnes Hotot
Agnes Hotot,  död efter 1395, var en engelsk adelskvinna och riddare. Hon är känd för att under förklädnad till man ha tagit sin fars plats som riddare i en tornering. 
Hon var dotter till Sir Johan Hotot. Eftersom hon uttryckligen anges ha varit sin fars arvtagare torde hon inte haft några bröder och varit faderns enda barn eller den äldsta av enbart döttrar. 
Hennes far hade gått med på att delta i en strid genom tornering, det vill säga med stridshäst och lans, mot en fiende vid namn Ringsley. Det var en duell med vilken en konflikt rituellt kunde lösas enligt dåtida norm och sed. Vid tiden för duellen hade dock hennes far insjuknat och kunde inte delta. Seden innebar att fadern ansågs ha förlorat sin ära om han inte inställde sig, och tog inte hänsyn till hälsotillstånd. Agnes hade av allt att döma fått träning i stridsteknik. Detta var inte okänt för adliga kvinnor under medeltiden. Hon förklädde sig därför till man och tog sin fars plats. I dåtida stridsdräkt med hjälp kunde hon inte skiljas från fadern. Duellen avgjordes till hennes fördel, då hon lyckades knuffa sin motståndare från hästen med sin lans. Efter segern ska hon ha tagit av sig sin hjälm och avslöjat sin identitet. 
Det är okänt exakt när denna strid utspelade sig. Det är däremot känt att Agnes Hotot gifte sig med en medlem ur familjen Dudleys of Clapton år 1395. Hennes makes familj firade hennes bedrift genom att designa ett nytt familjevapen föreställande en kvinna i stridshjälm.